# اوریپاوین
اوریپاوین (به انگلیسی: Oripavine) یک ترکیب شیمیایی با شناسه پاب‌کم ۵۴۶۲۳۰۶ است. که جرم مولی آن ۲۹۷٫۳۴۸ g/mol می‌باشد. 